# Olof Gabrielson
Olof Erik Gabrielson, född den 10 december 1912 i Örebro, död 28 januari 1980, var en svensk mineralog, geokemist och museiman.
Gabrielson blev filosofie licentiat vid Stockholms högskola 1944 och arbetade parallellt som assistent vid Sveriges geologiska undersökning 1940-1945. 1945-1950 var han anställd som geolog vid Statens väginstitut.
Gabrielson var verksam som skattmästare vid Geologiska föreningen åren 1954-67.
Återstoden av sin yrkeskarriär tillbringade Gabrielson vid Naturhistoriska riksmuseet där han 1950 blev museiassistent vid sektionen för mineralogi, 1953 intendent och 1965 förste intendent, det sistnämnda en position han innehade till sin pensionering 1977.
Gabrielson har fått ett mineral uppkallad efter sig, nämligen Gabrielsonit.
Gabrielsonit är ett Pb-Fe-arsenat som upptäcktes i prover ur Gustaf Flinks samling över okända och ofullständigt beskrivna mineraler från Långban. Gabrielsonit beskrevs 1966 av Paul B. Moore.